# No-mente

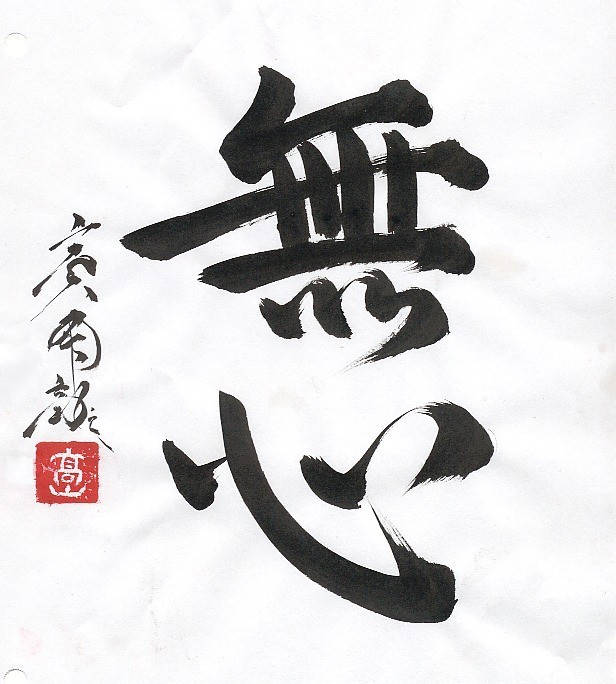
Caligrafía de 無心

No-mente (chino: 無心, pinyin: wuxin; japonés: mushin; sánscrito: acitta, acittika o acintya) es un estado mental importante en las religiones del este de Asia, la cultura asiática y las artes. La idea aparece en los textos clásicos del budismo zen y se ha descrito como «la experiencia de una separación instantánea del pensamiento que ocurre en el transcurso de una búsqueda exhaustiva de un ejercicio meditativo budista». No se trata necesariamente de una ausencia total de pensamiento, sino que puede referirse a una ausencia de aferramiento, de proliferación conceptual o de atascamiento en el pensamiento. Los textos budistas chinos también vinculan esta experiencia con conceptos metafísicos budistas, como la naturaleza búdica, el Dharmakaya y la no dualidad. El término también se encuentra en la literatura taoísta, incluido el Zhuangzi.
Esta idea acabó influyendo en otros aspectos de la cultura y las artes asiáticas. Así, el estado sin esfuerzo de «no-mente» es el que cultivan artistas, poetas, artesanos, intérpretes y artistas marciales entrenados, que pueden o no estar asociados con el budismo o el taoísmo. En este contexto, el término puede carecer de connotaciones religiosas (o conservarlas, según el contexto del propio artista), y se utiliza para referirse al «estado en el que un maestro está tan en sintonía con su arte que su cuerpo responde de manera natural y espontánea a todos los desafíos sin pensar». Esto se ha comparado con el concepto psicológico de flujo o de estar «en la zona».

## Terminología
El término contiene el carácter chino para la negación, «no» o «sin» (無), junto con el carácter para corazón-mente (心). Asimismo, en sánscrito, el término es un compuesto del prefijo a- (negación) y la palabra citta (mente, pensamiento, conciencia, corazón). En China, el término pasó a significar un estado en el que no había actividad mental, o una mente libre de toda discriminación y conceptualización (lo que lo hace similar al término sánscrito budista nisprapañca). Otro término sánscrito similar es amanasikāra (no pensamiento, no compromiso mental), que se encuentra en las obras del yogui tántrico del siglo XI Maitripa.
Algunos estudiosos como D. T. Suzuki consideran que el término wu-nien (無念, sin pensamiento, sin recuerdo, donde nien posiblemente signifique smṛti, ‘atención plena’) es sinónimo de wu-xin. Además, mientras que wu-nien es común en los textos de la escuela Zen del Sur, los textos de la escuela del Norte prefieren el término «libertad del pensamiento» o «libertad de la conceptualización» (離念). Algunos eruditos también sugieren otros términos sánscritos como fuente del término chino wu-nien, entre ellos: a-cintya, a-vikalpa o a- saṃjñā.
Respecto a los términos que niegan vikalpa (conceptualización, discriminación, imaginación), como avikalpa y nirvikalpa, estos también se utilizan ampliamente en fuentes budistas. El tipo de conocimiento conocido como nirvikalpa-jñāna es un término importante utilizado en las fuentes budistas Mahayana para referirse a un tipo de conocimiento trascendente. Además, el término nirvikalpa también se aplica a veces a otros conceptos, como la naturaleza de Buda. El Laṅkāvatāra Sūtra, por ejemplo, afirma que la naturaleza búdica es nirvikalpa y nirbhāsa (sin apariencia). Otras fuentes mahayana utilizan nirvikalpa como descripción del Dharmakaya (cuerpo-Dharma) del Buda.
Otro término sánscrito relacionado es anupalabdhi/anupalambha (no percepción, no aprehensión) que se encuentra en los Prajñaparamita sutras como una descripción de Prajñaparamita (la perfección de la sabiduría). Por ejemplo, en el Sutra del Diamante, el Buda afirma: «no hay nada en absoluto que yo pueda aprehender en la iluminación perfecta, completa e insuperable». El Aṣṭasāhasrikā prajñāpāramitā sutra incluso equipara a los dos, afirmando: «la no percepción (anupalambha) de todos los principios (dharmas) se llama la perfección de la sabiduría».
El término no-mente también se encuentra en la frase japonesa mushin no shin (無心の心?), una expresión zen que significa ‘la mente sin mente’. Es decir, una mente no fija ni ocupada por el pensamiento o la emoción y, por tanto, abierta a todo. D. T. Suzuki lo traduce como «estar libre del aferramiento mental».

## Descripción general

### En el Mahayana indio
El término sánscrito acitta (no mente, no pensamiento, no concebido, inconcebible, de a + citta) se encuentra en varios sutras Mahayana, y a menudo se relaciona con una ausencia de conceptualización (vikalpa), aferramiento y estados mentales o pensamientos negativos. En algunos de estos textos, el término se asocia con otro término importante del budismo Mahayana, la mente naturalmente luminosa (cittasya prabhāsvarā).  Por ejemplo, el Pañcavimsati Prajñaparamita sutra afirma:
«Esta mente (citta) es no-mente (acitta), porque su carácter natural es luminoso. ¿Qué es este estado de luminosidad de la mente (prabhāsvaratā)? Cuando la mente no está asociada ni disociada de la codicia, el odio, el engaño, las inclinaciones (anusaya), las ataduras (samyojana) o las opiniones falsas (drsti), entonces esto constituye su luminosidad. ¿Existe la mente como no-mente? En el estado de no-mente (acittat), los estados de existencia o no-existencia no pueden encontrarse ni establecerse... ¿Qué es este estado de no-mente? El estado de no-mente, que es inmutable (avikra) e indiferenciado (avikalpa), constituye la realidad última (dharmata) de todos los dharmas [fenómenos]. Tal es el estado de no-mente».
Como tal, se trata de un estado que está más allá de todo anhelo o apego, más allá de toda visión, conceptualización o dualidad (como ser y no ser, nacimiento y muerte). El término también aparece en el Gaganagañjaparipṛcchā sutra, que afirma:
«Esfuérzate por alcanzar el despertar (bodhi) liberado de la falsa visión (darśana), y por la naturaleza esencial (svabhāva) que es como una ilusión (māya) y un espejismo (marīci). Esforzarse por alcanzar el no-pensamiento (acitta), incluso aunque el pensamiento no exista en la realidad, y por enseñar dharmas inmutables.»
El filósofo budista indio Vasubandhu también menciona el término en sus Treinta estrofas sobre la conciencia como única realidad. Lo asocia con un tipo de conocimiento no conceptual (nirvikalpa-jñana) de la realidad última (paramartha) que no depende de ningún objeto cognitivo (anupalambha) o pensamiento (acintya) ni se aferra a ellos, de hecho está totalmente más allá de toda cognición o pensamiento. Según Vasubandhu:
«Cuando la mente ya no se aferra a ningún objeto (alambana), entonces la mente se establece únicamente en la naturaleza de la conciencia. Cuando no hay nada a lo que aferrarse, eso es sólo mente, porque no hay aferramiento. Ése es el conocimiento supremo, que trasciende el mundo (jñana), sin mente (acitta) y sin soporte ni objeto (anupalambha)».
En su comentario sobre este pasaje, el posterior filósofo indio Sthiramati afirma que este tipo de conocimiento supramundano se refiere a una experiencia no discriminatoria más allá de la dualidad sujeto-objeto.

### En fuentes chinas
El término no-mente (wu-xin) también se encuentra en el Zhuangzi, así como en el comentario de Guo Xiang, por lo que también fue discutido por los pensadores taoístas chinos. Esto implicaría que el término existía en fuentes chinas anteriores a la introducción del budismo en China. Como tal, muchos eruditos como Fukunaga Mitsuji han sugerido que esta idea taoísta también influyó en la comprensión budista china de la no-mente.
En la filosofía taoísta, el término no-mente se asociaba con el estado interior de un sabio taoísta (shengren 聖人), «aquel que tiene no-mente y está en armonía con las cosas» (Guo Xiang), así como con otros conceptos taoístas como virtud (de), wu wei (no acción) y olvido de sí mismo (wu-chi). Se trata de un estado de despreocupación y tranquilidad que el sabio ha alcanzado mediante la búsqueda de prácticas de autocultivo taoístas como el ayuno mental (心齋, xīn zhāi) y sentarse y olvidar (坐忘; zuòwàng).

### Budismo chino

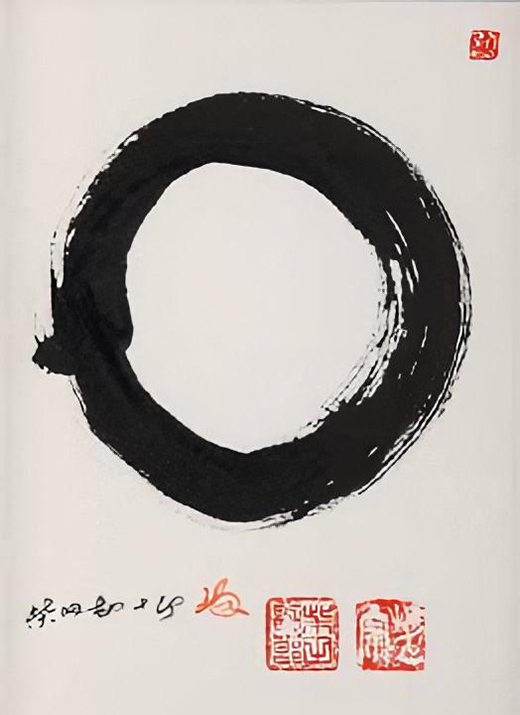
Ensō (c. 2000) de Kanjuro Shibata XX.

El término «no-mente» (wuxin) fue discutido por primera vez por los exégetas chinos de los Prajñaparamita-sutra, quienes entendieron el término como una glosa de la vacuidad. Estos comentaristas eran conocidos como «la escuela de la no-mente» (心無宗, xinwu zong) e incluían figuras como Zhi Mindu (fl. 326).
El influyente Despertar de la fe Mahayana también menciona la no-mente o el no-pensamiento (aunque utiliza el término wu-nien, 無念) en relación con su doctrina de la Mente Única última, que es pura, sin pensamiento, inmutable e invariable:
«Los reinos-objeto de los cinco sentidos y la mente son, en última instancia, wu-nien [...] Los seres sensibles [...] engañados por la ignorancia, confunden la mente con el pensamiento (nien), pero la mente misma nunca se mueve (tung). Si una persona puede examinarla así y darse cuenta de que la mente en sí es wu-nien, entrará sin problemas y en plena armonía por la puerta de la Talidad».
La idea de la no-mente está entonces originalmente conectada a una práctica budista que permite ser consciente de la naturaleza búdica originalmente iluminada en todos los seres, que es la realidad última y la naturaleza de la mente. En el Despertar de la Fe, esta realidad última es la «Mente Única», el Dharmakaya, que no tiene pensamiento (wu-nien).

### En fuentes chinas Chan

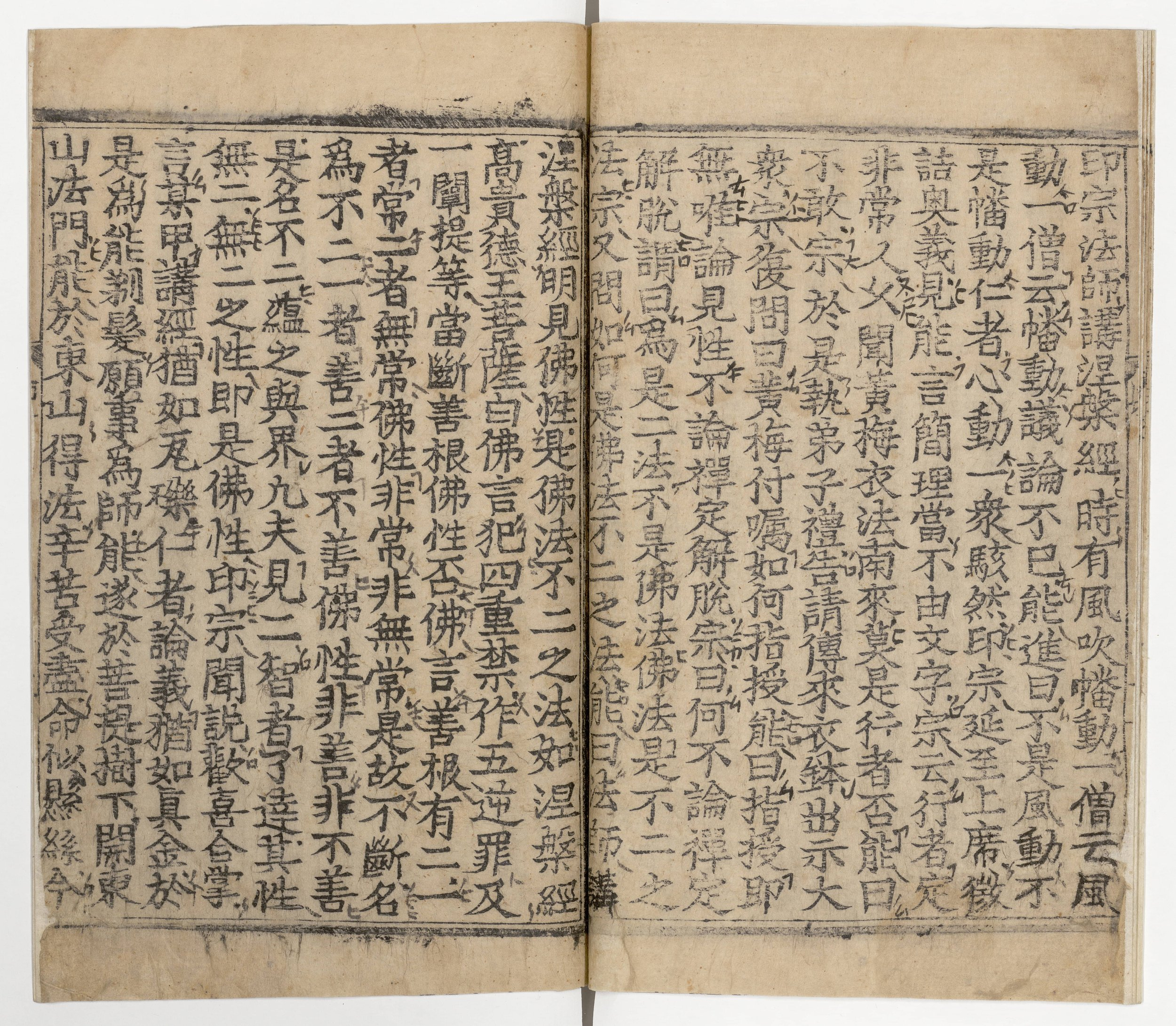
Doble página de la xilografía coreana del Sutra de la plataforma de la joya del Dharma del sexto patriarca, Goryeo, c. 1310. Biblioteca Nacional de Francia.

El término se encuentra en el influyente texto chino Chan llamado Sutra de la Plataforma, que afirma:
«“No-pensamiento” [無心, wuxin] significa “no-pensamiento dentro del pensamiento”. La no-permanencia es la naturaleza original del hombre. Los pensamientos no se detienen de un momento a otro. El pensamiento anterior es sucedido en cada momento por el pensamiento subsiguiente, y los pensamientos continúan uno tras otro sin cesar. Si, por un momento de pensamiento hay una permanencia, el cuerpo del dharma se separa del cuerpo físico y en medio de pensamientos sucesivos no habrá apego a ningún tipo de materia. Si durante un momento de pensamiento hay permanencia, entonces habrá permanencia en todos los pensamientos sucesivos, y esto se llama aferramiento. Si, con respecto a todos los asuntos, no hay permanencia de un momento de pensamiento a otro, entonces no hay aferramiento. La no-permanecencia es la base». 
El sutra desglosa aún más el término «no-pensamiento» de la siguiente manera: «‘No’ significa estar sin la característica de la dualidad, estar sin la mente de las impurezas enervantes. ‘Pensamiento’ es pensar en la naturaleza fundamental de la talidad. La talidad es la esencia del pensamiento, el pensamiento es la función de la talidad».
El término no-mente se convirtió rápidamente en una enseñanza central de las escuelas Chan. Es el tema clave de un breve texto Chan de Dunghuang llamado Tratado sobre la No-Mente (Wuxinlun) que se atribuye a Bodhidharma. Este texto tiene muchas similitudes con otro texto, el Jueguanlun (Tratado sobre el corte de la contemplación). Algunos eruditos también ven influencia taoísta en ellos, así como la influencia de las obras de Sengzhao. Consideran que estas obras forman parte de la tradición de la escuela del Sur.
El término fue ampliamente adoptado y utilizado por posteriores maestros chinos Chan como Shenhui, quien comparó la no-mente con un espejo transparente que no refleja ningún objeto pero conserva su capacidad reflectante.
Del mismo modo, Huangbo Xiyun (fallecido en el año 850 d. C.) menciona el concepto varias veces, escribiendo que «si uno pudiera lograr la no-mente justo en este momento, la esencia fundamental (本体) aparecerá por sí sola». También escribe:
«La Mente es Buda; la no-mente es la Vía [Dao]. Simplemente sé sin mente y detén tu pensamiento. Simplemente sé de esa Mente donde no hay existencia ni no existencia, ni largo ni corto, ni yo ni otros, ni negativo ni positivo, ni dentro ni fuera. Sepa, por encima de todo, que la Mente no diferenciadora es el Buda, que el Buda es la Mente y que la Mente es vacuidad. Por lo tanto, el verdadero Dharmakaya es sólo vacuidad. No es necesario buscar nada en absoluto, y todos los que continúan buscando algo sólo prolongan su sufrimiento en el samsara... No mantengas ningún concepto de santidad ni de mundanalidad; no pienses en el vacío ni en la tranquilidad en el Dharma. Dado que originalmente no existe un Dharma inexistente, no es, por tanto, necesario tener una visión de la existencia como tal. Además, los conceptos de existencia y no existencia son todos visiones pervertidas, como la ilusión creada por una película extendida sobre ojos enfermos. De manera análoga, las percepciones de la vista y del oído, al igual que la película que crea la ilusión para los ojos enfermos, causan los errores y delirios de todos los seres sensibles. Ser sin motivo, deseo ni visión, y sin compromiso, es el camino de los patriarcas».
Como tal, el estado de no-mente es un estado en el que los mecanismos de la mente original intrínsecamente pura (本心), que es la mente de Buda, son conocidos y se les permite funcionar sin obstrucción, deseo o cálculo. Esta mente original, que es libre y espontánea, tampoco está separada del funcionamiento cotidiano de la mente, aunque no pertenezca a las funciones mundanas de la mente. El uso del término no-mente también se refleja en las obras de maestros Chan posteriores como Linji y Dongshan.
Según Muller, algunos académicos y practicantes han cometido el error de pensar que el término «no-mente» o «no-pensamiento» se refiere a «algún tipo de ausencia permanente o continua de pensamiento» o a «una incapacitación permanente de la facultad de pensar o el cese permanente de toda actividad conceptual». Sin embargo, esta suposición es errónea y no es lo que se enseña en los textos clásicos Chan/Zen como el Sutra de la Plataforma o el Sutra de la Iluminación Perfecta. Del mismo modo, el filósofo japonés Izutsu Toshihiko sostiene que la no-mente no es inconsciencia, torpor mental, letargo o distracción. Más bien, es un estado de intensa claridad y lucidez y lo compara con el estado de un músico maestro.
Muller explica la clásica interpretación del budismo zen de la no-mente de la siguiente manera:
«La interrupción del proceso discursivo a un nivel suficientemente profundo permite una visión experiencial de un aspecto diferente de la mente, una visión que permite un cambio en la naturaleza de la función mental. Pero no es que el pensamiento ya no se produzca: la facultad de conceptualizar sigue funcionando bastante bien; de hecho, incluso mejor que antes, puesto que ahora, bajo la influencia de la dimensión más profunda de la mente, ya no tiene que operar de una manera rígida, constreñida y aferrada. Ahora es posible ver las cosas con mayor claridad, sin el filtro del propio depósito personal de presuposiciones. Esto es lo que se entiende por ver la “talidad” de las cosas. Cuando los escritores Ch’an hablan de no-pensamiento o no-mente, se refieren a este estado de no-aferramiento o libertad de conceptualización errónea, más que al cese permanente del pensamiento que algunos imaginan. El aspecto más profundo, inconmensurablemente más claro de la mente que experimentan en el curso de esta irrupción del flujo discursivo, lo llaman «iluminación». Al darse cuenta ahora de que este potencial de la mente siempre estuvo con ellos, lo llaman “innato”».
Así, la no-mente es una experiencia pura que se logra cuando la mente de una persona está libre de pensamientos, conceptos, aferramiento y discriminación. En este estado, uno es totalmente libre de actuar sin esfuerzo y espontáneamente desde su naturaleza más profunda (la naturaleza de Buda). No se trata pues de una especie de somnolencia o estupor, sino de un estado de claridad. La mente permanece clara y despierta, pero sin intención, plan ni dirección.
Los maestros zen también afirman que uno debe cultivar el estado de no-mente en la vida diaria, no sólo en la meditación formal. En este contexto, el estudiante zen se entrena para vivir en el estado de no-mente en cada aspecto de su rutina diaria, logrando eventualmente una especie de ausencia de esfuerzo en todas las actividades. Esto se expresa a veces con la frase: «La mente cotidiana es el camino».

### El no-pensar en el zen japonés
Un término similar, el término japonés hishiryō (非思量, «no-pensamiento», «sin pensamiento», «más allá del pensamiento»), es utilizado por el fundador del Soto Zen, Dōgen, en su obra clave sobre zazen (meditación sentada), el Fukan zazengi. El pasaje clave, que se convirtió en la descripción paradigmática del zazen en la escuela Soto, describe en primer lugar los preliminares de la postura de zazen y otros preparativos, y luego afirma:
«[...] acomódese en una posición sentada firme e inmóvil. Piensa en el no-pensamiento (fushiryō). ¿Cómo se piensa en el no-pensamiento? Sin pensamiento (hishiryō). Éste en sí mismo es el arte esencial del zazen. El zazen del que hablo no es aprender meditación. Es simplemente la puerta del Dharma hacia reposo y la dicha, el cultivo-autenticación de la iluminación totalmente culminada. Es la presencia de las cosas tal como son».
Este pasaje se basa en realidad en un diálogo zen tradicional sobre el maestro Yakusan Gudo (chino: Yueh-shan Hung-tao c. 745-828) que también contiene frases como no-pensamiento. Según Cleary, se refiere a ekō henshō, dar la vuelta a la luz, enfocando la conciencia en la conciencia misma. Según el erudito de Dogen Masanobu Takahashi, el término hishiryō no es un estado en el que no hay actividad mental alguna ni una interrupción de todo pensamiento. En cambio, se refiere a un estado «más allá del pensamiento y del no pensamiento» que Thomas Kasulis interpreta como «la mera aceptación de la presencia de la ideación sin afirmación ni negación». Otros eruditos japoneses de Dogen vinculan el término con la realización de la vacuidad.
Kasulis entiende el término fenomenológicamente como «pura presencia de las cosas tal como son», «sin afirmar ni negar», sin aceptar ni rechazar, sin creer ni descreer. En resumen, se trata de un «modo de conciencia prerreflexivo», no conceptual y no intencional, lo que no implica que sea una experiencia sin contenido.
De manera similar, Hee-Jin Kim describe este estado como «no sólo trascender tanto el pensamiento como el no pensamiento», sino realizar ambos, en el acto absolutamente simple y singular de sentarse resueltamente», que es «sin objeto, sin sujeto, sin forma, sin meta y sin propósito» y, sin embargo, no está «vacío de contenido intelectual como en el vacío». Kim enfatiza además que Dogen utiliza el no-pensamiento como sinónimo de vacío, y que también es un tipo de samadhi que está arraigado en el cuerpo.

### Autores modernos
El tema de la no-mente fue retomado por el moderno erudito zen japonés D. T. Suzuki (1870-1966), quien consideró esta idea como la enseñanza central del zen. En su obra La doctrina zen de la no-mente (1949), que también es un estudio del Sutra de la Plataforma, Suzuki define el término no-mente como la realización de la no dualidad, la superación de todo dualismo y discriminación. Suzuki sostenía que un aspecto clave de la no-mente era la «receptividad» (judōsei 受動性), un estado de aceptación, apertura, abandono y no resistencia.
En términos budistas, Suzuki también sostuvo que en este estado, el Buda comienza a trabajar a través de ti. Así, Suzuki escribe: «Abandona tanto el cuerpo como la mente y entrégalo todo al Buda. Y deja que el Buda trabaje para ti». Para Suzuki, la consecución de la no-mente se logra encomendándose al Buda, que es la «pureza original» (honshō shōjō 本性清浄) en el corazón de todos los seres. De hecho, Suzuki sostenía que la no-mente pura también estaba en el corazón de todas las religiones.
Suzuki también enfatizó el tema de la «naturalidad» (jinenhōni 自然法爾) como una característica clave de la no-mente. Vio el estado como uno que era dinámico y no estático. Se trataba de un dinamismo natural, no calculado. Nishihira Tadashi compara estas ideas con el concepto de Dogen de la «mente flexible» (nyūnanshin 柔軟心), que se logra cuando uno se ha «desprendido del cuerpo y la mente» en el zazen.

## En las artes marciales
En Asia, la idea budista de la no-mente se aplicó ampliamente a diversas artes, especialmente a las artes marciales, ya que la espiritualidad budista era vista como un complemento útil al entrenamiento físico. Algunos maestros budistas fomentaron esta aplicación del pensamiento budista a las artes marciales. Por ejemplo, el maestro zen Takuan Sōhō (1573-1645) era conocido por enseñar zen a los samuráis. Escribió una influyente carta a un maestro espadachín, Yagyū Munenori, llamada El registro misterioso de la sabiduría inmóvil. En esta carta, Takuan describía la no-mente de la siguiente manera:
«La No-Mente… ni se congela ni se fija en un lugar. Se llama No-Mente cuando la mente no tiene discriminación ni pensamiento sino que viaja por todo el cuerpo y se extiende por todo el ser. La No-Mente no está ubicada en ninguna parte. Sin embargo, no es como la madera o la piedra. Donde no hay lugar para detenerse, se llama No-Mente».
Takuan considera así «la mente de la no-mente» (en japonés: mushin no shin) como una mente libre y abierta, que contrasta con la «mente de la mente poseedora», fija y estancada. En El registro misterioso de la sabiduría inmóvil, Takuan compara la mente de la no mente con el agua que fluye. Le advierte a Munenori que no debe «colocar su mente» ni fijarla en ningún lugar (ni en su espada, ni en su cuerpo, ni en la espada de su oponente, etc.). Puesto que «no hay lugar donde colocar la mente», ésta debe permanecer libre y capaz de permear todo. Así, Takuan escribe: «Si no está en ninguna parte, ¡estará en todas partes!».
En la página 84 de su libro de 1979 Zen in the Martial Arts, Joe Hyams afirmó que Bruce Lee le leyó la siguiente cita, atribuida al legendario maestro zen Takuan Sōhō:
«La mente debe estar siempre en estado de “fluir”, porque cuando se detiene en cualquier parte eso significa que el flujo se interrumpe y es esta interrupción la que es perjudicial para el bienestar de la mente. En el caso del espadachín, significa la muerte. Cuando el espadachín se enfrenta a su oponente, no debe pensar en el oponente, ni en sí mismo, ni en los movimientos de la espada de su enemigo. Él simplemente permanece allí con su espada que, independientemente de toda la técnica, está lista únicamente para seguir los dictados del subconsciente. El hombre se ha borrado a sí mismo como empuñador de la espada. Cuando ataca, no es el hombre sino la espada en la mano del subconsciente del hombre la que ataca».
Algunos maestros de artes marciales creen que mushin es el estado en el que una persona finalmente comprende la inutilidad de las técnicas y se vuelve verdaderamente libre para moverse. De hecho, esas personas ya ni siquiera se considerarán «luchadores», sino que se moverán espontáneamente, sin ninguna autoconcepción.
Sin embargo, mushin no es sólo un estado mental que se puede alcanzar durante el combate. Muchos artistas marciales entrenan para lograr este estado mental durante el kata, de modo que se aprende una ejecución perfecta de los movimientos y se puede repetir en cualquier otro momento. Una vez que se alcanza el mushin a través de la práctica o el estudio de las artes marciales (aunque se puede lograr a través de otras artes o prácticas que refinan la mente y el cuerpo), el objetivo es luego alcanzar este mismo nivel de conciencia completa en otros aspectos de la vida del practicante. El Dr. Robert Akita afirma que le ayuda a «escuchar a mi esposa y a mis hijos más atentamente [...] especialmente cuando no estoy de acuerdo con ellos, [y] en mi negocio me ha ayudado cuando me enfrento a decisiones difíciles...».